# Myrmelachista costaricensis
Myrmelachista costaricensis är en myrart som beskrevs av Wheeler 1934. Myrmelachista costaricensis ingår i släktet Myrmelachista och familjen myror. Inga underarter finns listade i Catalogue of Life.